# Born To Kill – Tödliche Erinnerungen
Born To Kill – Tödliche Erinnerungen (Originaltitel Absence of the Good) ist ein US-amerikanischer Thriller von John Flynn aus dem Jahr 1999. In der Hauptrolle des Ermittlers ist Stephen Baldwin zu sehen, tragende Rollen sind mit Tyne Daly, Robert Knepper, Shawn Huff, Allen Garfield und Silas Weir Mitchell besetzt. Die DVD-Hülle des Originalfilms enthielt den Hinweis: „One Cop, one Killer, no Clues, no Time!“ (Ein Polizist, ein Mörder, keine Hinweise, keine Zeit!)

## Handlung
Caleb Barnes arbeitet als Ermittler bei der Mordkommission in seiner Heimatstadt Salt Lake City. Er schleppt ein großes Problem mit sich herum, das ihn immer wieder aus der Bahn zu werfen droht. Sein sechsjährige Sohn Michael ist in der Schule bei einem Vorfall mit Schusswaffen erschossen worden. Einer seiner Freunde wollte mit der Waffe seines Vaters angeben, dabei passierte das schreckliche Unglück. Hinzu kommt seine Angst um seine Frau Mary, die seitdedem unter Depressionen leidet. Der Ermittler lebt mit der Angst, Mary könne sich etwas antun. Dass diese Sorge nicht unbegründet ist, stellt sich später als richtig heraus.
In seinem neuesten Fall bekommt Barnes es mit einem Serienmörder zu tun, der seinen Opfern den Kopf mit einem Hammer einschlägt. Seltsam ist, dass der Täter anschließend das angerichtete Chaos beseitigt. Beim Tod der älteren Krankenschwester Agnes Thurmond ahnen Barnes und sein Kollege Glenn Dwyer noch nicht, dass das ein Mord einer Serie ist. Thurmond wurde der Schädel mit einem Hammer zertrümmert. Ein Zettel mit einem ominösen Text, der mit „Liebe Mutter“ beginnt, wurde am Tatort zurückgelassen. Die Ermordete hatte jedoch nur einen Sohn, der vor acht Jahren von einem Betrunkenen überfahren worden ist, und keine weiteren Kinder. Ein auf einem Laken gefundener blutiger Handabdruck kann die Ermittlungen hoffentlich weiter voranbringen. Zudem wird die Psychologin Dr. Marcia Lyons zu dem Fall hinzugezogen, die meint, man müsse sich mehr Sorgen um die Aufräumaktion des Täters nach dem Mord als über den hinterlassenen Zettel machen. Der Zettel symbolisiere lediglich das Motiv des Mörders, er bringe damit seine wahnwitzigen Beweggründe zum Ausdruck. In irgendeinem Winkel seiner abartigen Verschrobenheit denke er wohl, man könne diese Tat einfach wegwischen, so als wäre sie nie passiert.
Eine weitere Hilfe könnte der Busfahrer Roger sein, der eine Gestalt mit Kapuze beobachtet hat, die Agnes Thurmond gefolgt ist, nachdem sie seinen Bus verlassen hatte. Er stellt sich für eine anzufertigende Phantomzeichnung zur Verfügung. Ein Anruf von Sheriff Burnett, der um Barnes und Dwyers Kommen bittet, lässt den Fall Thurmond in einem anderen Licht erscheinen. Das Ehepaar Sheridan ist unter den gleichen Umständen ermordet worden, wie die Krankenschwester, allerdings schon bevor der Mord an ihr geschah. Auch dort hinterließ der Täter eine kurze Nachricht.
Als Barnes sich noch einmal auf dem Grundstück des Mordopfers Thurmond umsieht, findet er eine im Hohlraum einer Wand versteckte Kiste mit allerlei Krimskrams, die auch eine gezeichnete Lageskizze enthält. Sie führt ihn zum Haus von Charles Loman, der tot am Küchentisch sitzt. Auch hier wieder dasselbe Prozedere. Verdächtig erscheint Barnes der Kellerraum des Hauses, den er sich genauer ansieht. In einem kurz darauf stattfindenden Gespräch mit Dr. Lyons erklärt Barnes, der Methodist ist, der Psychologin, dass der Heilige St. Augustin gesagt habe, das Böse sei nichts Körperliches, kein staublicher Begriff, sondern einfach nur die Abwesenheit des Guten. Er habe geglaubt, dass das, was der Mensch wolle, von Natur aus gut sei, daraus folge, wenn jemand etwas Böses tue, müsse er sich selbst verleugnen, seine eigene Natur. Kein einziger Mensch könne etwas Böses tun ohne die Abwesenheit des Guten. Lyons hält Barnes daraufhin einen Spiegel vor: er sei knapp 30, sehr streng und hart zu sich selbst und anderen, komme aus kleinen Verhältnissen, was er aber niemals zugeben würde, er denke, er wisse was „Gut“ und was „Böse“ ist und meint, er wäre ein guter Cop. Dass niemand seine Verdienste würdige, nehme er übel.
Barnes und Dwyer rekapitulieren den Fall, kommen jedoch nicht recht weiter. Barnes ist davon überzeugt, dass die Ursachen dieser brutalen Morde in der Kindheit des Hammermörders liegen. Einiges deutet darauf hin, dass der Täter in seiner Kindheit schwere seelische Verletzungen erlitten hat. Weitere Ermittlungen haben ergeben, dass Agnes Thurmond ihr Haus vor 22 Jahren bei einer Zwangsversteigerung erwarb. Die vormaligen Eigentümer John und Helen Gaskin konnten die Raten für das Haus nicht mehr zahlen. Gaskin war eine Weile im Gefängnis, da er seine Frau halbtot geschlagen hatte. Das Paar hatte die Kinder Bard, seinerzeit fünf Jahre alt, Julie 8 und John junior 10. Von John junior gebe es eine Adresse. Dorthin begeben sich die Ermittler. John erzählt ihnen, dass er als Kind immer wieder habe umziehen müssen. Beim 26. Mal habe er aufgehört zu zählen. Und er sei schon mit 17 von zu Hause ausgezogen. Als Barnes ihm das Phantombild präsentiert, meint er nach kurzem Zögern, die gezeichnete Person sehe aus wie sein Bruder Bard. Nachdem man die Adresse von Julie Gaskin ausfindig gemacht hat, erklärt Barnes eine Frau, die sich als Sarah Quinn vorstellt, die im Rollstuhl sitzende junge Frau sei Julie Gaskin. Als Barnes wissen will, was passiert sei, antwortet sie, einige Halbstarke hätten ihren Spaß haben wollen, sie hätten Julie getroffen und „der Spaß“ habe dann die ganze Nacht gedauert. Seitdem habe sich Julie völlig in sich zurückgezogen, sie sitze nur in ihrem Rollstuhl, sonst nichts, auch wenn es dafür keine körperliche Ursache gebe. Fragen nach Julies Familie blockt die junge Frau ab. Darüber habe Julie nie gesprochen, sie mache wohl kaum den Eindruck, als habe sie eine glückliche Vergangenheit.
Dann schlägt der Hammermörder erneut zu, diesmal tötet er eine ganze Familie: Vater, Mutter und zwei Kinder. Er platziert sie anschließend am gedeckten Esszimmertisch, das Essen wurde nicht von der Familie zubereitet. Nur wenig später wird an einem Kinderspielplatz eine verdächtige Person mit Kapuze gesichtet, die nach einer nervenaufreibenden Verfolgungsjagd jedoch entkommen kann. Glücklicherweise hat Sheriff Burnett einen wichtigen Hinweis. Im Haus der Sheridans hat er Bilder des kleinen Bard sichergestellt, die die Misshandlungen zeigen, die er erfahren musste. Die Scheune der Sheridans hat eine Falltür, dort in der Tiefe entdeckt Barnes eine Brille und dann einen kleinen Schädel – Bard! In diesem Moment wird ihm klar, dass der von ihm Verdächtigte somit nicht der Hammermörder sein kann. Nun ist er sich sicher, dass John junior die Morde begeht, um seinen Bruder zu rächen. Mit Hilfe eines Computerprogramms kann ermittelt werden, wo die verdächtige Person sich gerade befindet – es ist Barnes neuer Wohnsitz. Als der Ermittler dort eintrifft, ist es zumindest für Beth, die Freundin seiner Frau, schon zu spät, sie liegt erschlagen auf dem Sofa. In der Küche findet er Mary, die von John junior, der eine Waffe hat, festgehalten wird. Dieser beteuert, nichts getan zu haben. Im selben Moment splittert eine Glasscheibe und eine vermummte Gestalt stürzt sich auf Barnes, um ihm den Schädel einzuschlagen. Mary reagiert jedoch blitzschnell und bewahrt ihren Mann, der verletzt wird, davor. Sie hat sich geistesgegenwärtig Gaskins Pistole gegriffen und schießt mehrere Male auf den Angreifer. Gaskin erkennt in der nun nicht mehr vermummten Gestalt seine Schwester Julie, die sich vor Barnes als Sarah Quinn ausgegeben hatte.

## Produktion, Veröffentlichung
Es handelt sich um eine Brad Krevoy/Hess-Kallberg Produktion. Lesley Feras gab in diesem Film ihr Debüt in einem Spielfilm.
Erstmals veröffentlicht wurde der Film am 15. Oktober 1999 in den Vereinigten Staaten. In Argentinien hatte er am 15. Dezember 1999 Video-Premiere, in Ungarn am 13. Januar 2000 und in Japan am 11. Mai 2011. In Deutschland wurde der Film am 18. April 2000 auf DVD veröffentlicht. Sony Pictures Home Entertainment gab den Film mit einer deutschen Tonspur auf DVD heraus.
Veröffentlicht wurde der Film zudem in Brasilien, Kanada, Dänemark, Finnland, Frankreich, Griechenland, Italien, Norwegen, Polen, Portugal, Russland und in Spanien.

## Kritik
Ryan Cracknell spottete im Apollo Guide, der Titel „Absence of the Good“ (dt. „Die Abwesenheit des Guten“) fasse das Ergebnis der Bemühungen der Filmautoren zusammen. Absence of the Good sei bei weitem nicht der beste Film mit Baldwin-Bruder Stephen in der Hauptrolle. Schlechte Schauspielerleistungen und eine vermeintlich spannende Handlung, der es jedoch gerade daran mangele, überschatteten die ansonsten vielleicht interessante Geschichte. Zwar hätten einige Filmelemente Potenzial, zum Beispiel die Metaphern in Bezug auf die Klassische Mythologie. Der größte Fehler sei, dass man bereits eine halbe Stunde vor dem Ende erraten könne, wer der Mörder sei.
Anselm Jungeblodt sah das im Lexikon des internationalen Films etwas anders und schrieb, der Film sei ein Psychothriller, der „den Rahmen des Genres“ sprenge und trotz der Genretreue „auf gesellschaftliche Deformationen im Bereich der Familie“ hinweise. Er sei ein „überzeugender Genreversuch über die ‚Abwesenheit des Guten‘“. Einige Szenen seien „beklemmend“. Die „als Einleitung und Rahmenhandlung bieder und einfallslos erzählte Geschichte von der Bewältigung des Todes des eigenen Kindes“, diene „dem Pay-TV-Produkt nur zur Charakterisierung des Kommissars.“ Weiter führte Jungeblodt aus, dass der „wenig überzeugend gespiele Kommissar“ als Methodist glaube, dass es „von Gott vorherbestimmte gute und böse Lebenswege“ gebe.
Auf der Seite DVD net.au war die Verachtung von Vince Carrozza für den Film unverhohlen. Auch wurde bemängelt, dass der Film wie ein Fernsehfilm daherkomme sowohl was die Geschichte, die Schauspielerei und die Fotografie angehe. Die meisten Charaktere im Film seien durch stereotype Klischees gekennzeichnet, hin vom zuverlässigen Partner, dem Polizeichef, der gerne schreie, der instabilen Ehefrau, dem seltsam aussehenden Bösewicht und so weiter und so weiter. Hinzu komme noch die allgemeine Inkompetenz bei Regie und Produktion.
Auch die Bewertung von Ian Morris auf der Seite Michaeldvd.com.au war vernichtend, da war die Rede von dem talentlosesten der Baldwin-Jungs und davon, dass es sich um einen schockierenden Film handele, den man sich um nichts auf der Welt anschauen sollte, nicht einmal geliehen. Die Geschichte sei schlecht, die Schauspielerleistungen miserabel, eine Glaubwürdigkeit der Charaktere nicht vorhanden und die Kameraführung kaum ausreichend. Obwohl man von Stephen Baldwin sowieso keine große schauspielerische Leistung erwarte, würden die ohnehin niedrigen Erwartungen noch unterlaufen.
Michael Dequina rezensierte den Film für The Movie Report und meinte, der Titel sage alles. Ein Polizist mit emotionalem Ballast verfolge einen Serienmörder und sei ebenso gesichtslos wie dieser, wenn auch einigermaßen kompetent in der Umsetzung. Alles, was den Film auszeichne, seien die Nebenschauplätze: das Trauma des Protagonisten (der kleine Sohn wird erschossen) und die Wahl der Waffe durch den Mörder (ein Hammer). Die Lücken, die der Film aufweise, müsse man selbst ausfüllen. Die Chancen, dass das um einiges interessanter sei, als das, was sich Autor James Reid und Regisseur John Flynn hier ausgedacht hätten, ständen gut.
Die Redaktion von TV Spielfilm gab für Action einen und für Spannung zwei von drei möglichen Punkten, zeigte mit dem Daumen nach oben und zeigte sich von dem Film angetan: „Regieroutinier John Flynn, unter anderem für den phantastischen Sylvester-Stallone-Thriller ‚Lock Up‘ verantwortlich, entwickelt mit wenigen Effekten einen beachtlichen Sog. Über kleine Ungereimtheiten sieht man da hinweg.“ Fazit: „Trotz einiger Kanten: solides Täterrätsel“. Die Redaktion des Fernsehmagazins Prisma meinte, dies sei ein „psychologisch durchdachter Serienkiller-Film“. Die Kritikerrezension bei Kino.de fiel eher durchschnittlich aus: „Atmosphärische Tristesse ist Trumpf in einem düster-kalten Serienkillerthriller, der sich an erfolgreichen Genrevorbildern orientiert, ohne deren Klasse und Spannung zu erreichen. Mittelfeldplazierung möglich.“